# Понсе Бруссет, Мануэль Мария
Мануэль Мария Понсе Бруссет (исп. Manuel María Ponce Brousset; 5 апреля 1874, Лима — 18 июля 1966, там же) — перуанский политик, в течение двух дней в августе 1930 года занимал пост президента Перу.
После восстания в Арекипе, организованного Луисом Мигелем Санчесом Серро против президента Аугусто Легии и отстранения его от власти, Мануэль Понсе был назначен временным президентом до решения вопроса о передачи власти новому президенту. В конечном итоге был выбран Санчес Серро, который через два дня после отставки Легии прилетел в Лиму и взял власть в свои руки.
Мануэль Понсе умер в Лиме в 1966 году на 89 году жизни.